# Mapania foxworthyi
Mapania foxworthyi är en halvgräsart som beskrevs av Elmer Drew Merrill. Mapania foxworthyi ingår i släktet Mapania och familjen halvgräs. Inga underarter finns listade i Catalogue of Life.